# Éparchie de Šumadija
Pour les articles homonymes, voir Šumadija.
L'éparchie de Šumadija (en serbe : Епархија шумадијска et Eparhija šumadijska) est une éparchie, c'est-à-dire une circonscription de l'Église orthodoxe serbe. Située au centre de la Serbie, elle a son siège à Kragujevac. À sa tête se trouve l'évêque Jovan.

## Histoire

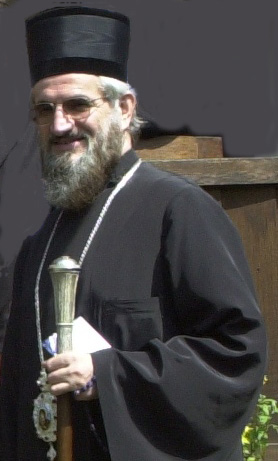
L'évêque Jovan

### Évêques
- Valerijan Stefanović (1947-1976),
- Sava Vuković (1977-2001),
- Jovan Mladenović (2002-).

## Subdivisions territoriales

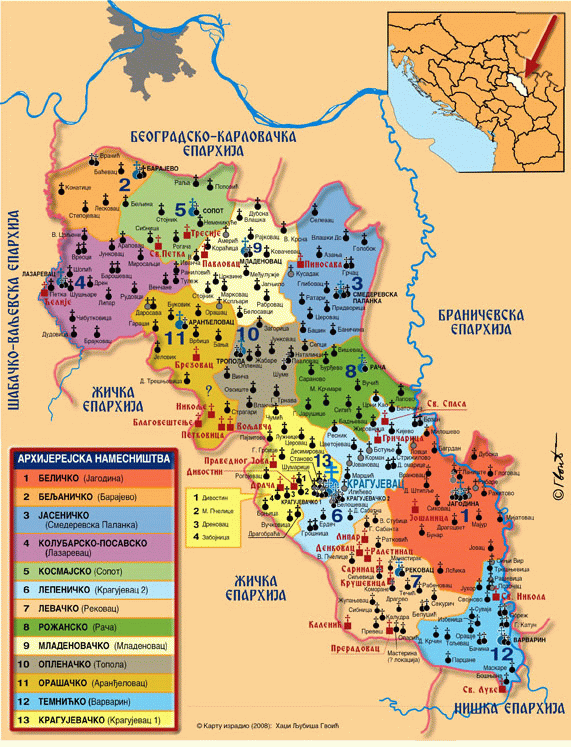
Carte de l'éparchie

L'éparchie de Šumadija compte 13 archidiaconés (arhijerejska namesništva), eux-mêmes subdivisés en municipalités ecclésiastiques (crkvene opštine) et en paroisses (parohije).

## Monastères
L'éparchie de Šumadija abrite les monastères suivants :